# مقاطعة دير (إيران)

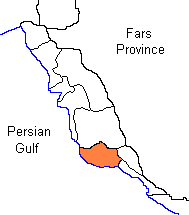
مقاطعة دير في محافظة بوشهر

ساحل دير

مقاطعة دَيِّر (بالفارسية: شهرستان دير) هي إحدى مقاطعات في محافظة بوشهر في إيران. مركز مقاطعة دير هو مدينة بندر دير. وتوجد ثلاث مدن أخری: آبدان وبردخون وبردستان.

## تقسیمات اداری
- مقاطعة دیر تقسم علی بلدة مرکزي دير (بالفارسية: بخش مرکزی شهرستان دیر) و بلدة بردخون (بالفارسية: بخش بردخون).
  - بلدة مرکزی تضم علي قسم ضاحية دير (بالفارسية: دهستان حومه دیر) و قسم آبدان (بالفارسية: دهستان آبدان)
  - بلدة بردخون تضم علي قسم بردخون (بالفارسية: دهستان بردخون) و قسم آبکش (بالفارسية: دهستان آبکش)

وکل قسم يضم قرى.

## مشخصات
تبلغ مساحة مقاطعة دير حوالي 4000 كم2 ويقدر عدد سكانها بثلاثين ألف نسمة، وهي إحدى المقاطعات التسع في محافظة بوشهر. كان اليهود هم أول المستوطنين في مقاطعة دير وهم الذين أنشؤا مدينة بندر دير، إلا أنه مع مرور الأيام سكن المسلمون المنطقة إلى جانب اليهود، وفي عهد الدولة الصفوية قامت الحكومة بتغيير دموغرافي في التركيبة السكانية بحيث زاد عدد المسلمين من خلال توطين أعداد من المسلمين في المقاطعة إلى جانب اعتناق عدد كبير من يهود المقاطعة دين الإسلام. سكان المقاطعة اليوم هم جميعاً من المسلمين وقد رحلت العائلات اليهودية عنها في سنة 1979 حيث هاجرت بعضها إلى إسرائيل ونزحت أخرى إلى المدن الإيرانية الكبرى.
وسكان المقاطعة اليوم يشكلون عرقيات مختلفة بين الالفرس، العبرانيين، العرب، والأحباش، واللغة الدارجة في المقاطعة هي اللغة الفارسية باللهجات المحليات المعروفات باللهجات الديرية، البردستانية، الآبدونية والدشتية.
ويحيط بحر الخليج العربي بمقاطعة دير من جهة الجنوب والغرب، بينما يحيط بها من جهة الشرق مقاطعتا كنغان وجام، بينما يحيط بها من الشمال مقاطعتا دشتي وتنكستان.

## اقتصاد
بفضل الموقع الجغرافي المميز لمقاطعة دير يقع فيها ميناء مهم وهو ميناء بندر دير، حيث أن هذا الميناء قديمًا كان رابطًا تجاريًا مهمًا بين العراق والهند، حيث كانت تتوجه إليه بعض السفن التجارية المبحرة في الخليج العربي. وكذلك اشتهرت مقاطعة دير بصيد السمك والزراعة، وفي الوقت الحاضر فيقع في المقاطعة حقل غاز طبيعي بكميات تجارية.

## جغرافيا
مقاطعة دير معروفة بمناخها الحار والرطب صيفاً، والمعتدل في فصل الشتاء مع أمطار قليلة. وتتكون المقاطعة من أرض قاحلة ومرتفعات صخرية، أعلى نقطة هي جبل درنك والذي يبلغ ارتفاعه 1232 م. كما تتبع المقاطعة بعض الجزر الصغيرة وأكبرها جزيرة تهمادون ويبلغ طولها 12 كم وعرضها 1كم، ويليها من حيث المساحة جزيرة خان التي يبلغ مساحتها 8كم2، ويوجد فيها أيضا نهر مند وهو النهر الوحيد في المقاطعة إلى جانب عدة عيون ماء وآبار، وكذلك هناك عيون مياه معدنية ساخنة في المناطق الجبلة الشمالية المعروفة بجبل كنوي.

## الحياة الفطرية
يوجد في مقاطعة دير محمية مند الطبيعية والتي يبلغ مساحتها 464كم2، حيث تحوي المحمية على أكثر من 300 رأس من الغزلان المحلية، وكذلك تحافظ المحمية على أنواع أخرى من الحيوانات المحلية كالضبع المخطط، الذئب، الثعلب، والوشق الفارسي. وكذلك هناك محمية بحرية على الساحل للحفاظ على النباتات البحرية والطيور البحرية كطير الفلامنجو.